# Dušan Zachar
Dušan Zachar (6. května 1926, Brezno, Československo – 2014) byl lesnický odborník, korespondenční člen ČSAV a SAV.
V letech 1946–1950 studoval na lesnické fakultě Vysoké školy zemědělské v Praze. Zde pak působil jako vědecký aspirant a asistent v letech 1951–1955. V letech 1955–1959 pracoval v Lesnické laboratoři Slovenské akademie věd ve Zvolenu. V letech 1960–1991 pracoval ve Výzkumném ústavu lesního hospodářství v Banské Štiavnici (do roku 1964), od roku 1964 ve Zvolenu. Ředitelem onoho výzkumného ústavu byl v letech 1960–1977.
Zabýval se hlavně ekologií zalesňování, lesnickou meliorací, erozí půdy a její protierozní ochranou; dále pak tvorbou a ochranou krajiny.
Je držitelem Pfeilovy ceny za rok 1986 za zásluhy o pokrok v lesním hospodářství. V roce 1971 byl vyznamenán Zlatou medailí IUFRO (Mezinárodní svaz lesnických výzkumných organizací) za zásluhy o rozvoj lesnického výzkumu. Je držitelem stříbrné a zlaté medaile Gregora Mendela. Zachar dostal zlatou plaketu Slovenské akademie věd za zásluhy v biologických vědách, zlatou plaketu Československé akademie věd za zásluhy o rozvoj vědy a výzkumu a další vyznamenání.

## Dílo
- Erózia pôdy (1960, 1970)
- Zalesňovanie nelesných pôd (1965)
- Lesnícko-technické meliorácie (1973, preloženo do angl. 1982), spoluautor
- Pôdny fond ČSSR (1975)
- Soil Erosion (1982)
- Ochrana krajiny ČSSR (1982)
- Tvorba krajiny ČSSR (1982)
- Lesnícke meliorácie (1982)
- Forest Amelioration (1984)
- Využívanie a ochrana vôd ČSSR (1986)
- Humánna výživa I. Všeobecná časť (2003)
- Humánna výživa II. Živiny (2004)
- Výživa človeka (2006)